# Sainte-Marie-de-Blandford
Sainte-Marie-de-Blandford es un municipio canadiense situado en la provincia de Quebec.

## Superficie
Sainte-Marie-de-Blandford tiene una superficie de 69,3 km².

## Demografía
En 2021, tenía 443 habitantes, una densidad poblacional de 6,4 hab./km², y 290 viviendas.